# Сублиньи, Мария-Тереза де
Мари́я-Тере́за Перду де Сублиньи́ (фр. Marie-Thérèse Perdou de Subligny, июль 1666, Париж — ок. 1735) — артистка балета, одна из первых женщин-профессиональных танцовщиц в истории балета. С 1688 по 1707 год была первой танцовщицей Королевской академии музыки в Париже.

## Биография
Родилась в июле 1666 года в Париже. Её отец, Адриен-Тома Перду де Сублиньи (фр. Adrien-Thomas Perdou de Subligny), занимал должность адвоката в Парижском парламенте, а кроме того был актёром, писателем, драматургом и литературным переводчиком, автором нескольких комедий, шедших на театральных сценах.
Дебютировала на сцене в 1688 году и почти сразу же заняла положение первой танцовщицы Королевской академии музыки.
В 1699 году вместе с Клодом Балоном гастролировала в Лондоне, став первой женщиной, представившей классический танец в Великобритании. У Сублиньи были рекомендательные письма аббата Дюбо к Джону Локку, ставшему её поверенным на время гастролей. Несмотря на это, публика оказала ей холодный приём: «Суровые отзывы были неизбежны. Один из критиков отозвался о ней как о „поразительном чудовище“. Но она была великой танцовщицей и интересной индивидуальностью». Результатом гастролей стало появление во французском балетном репертуаре жиги, которую Сублиньи подчинила правилам академической школы:150. 
В то же время, после отъезда Сублиньи, четыре англичанки — миссис Бикнел, мисс Кампион, Девонширская Девушка, и, наконец, наиболее значительная из них, миссис Элфорд, решили последовать её примеру и начать танцевать на сцене:18.
Танцевала вместе с Клодом Балоном, Франсуа-Робером Марселем, Мишелем Блонди и Франсуазой Прево. 
Вместе с мадмуазель Лафонтен участвовала в балете-пасторали Люлли «Триумф любви» (Triomphe de l’Amour), о чем свидетельствуют старые парижские театральные афиши и журналы.
Сублиньи танцевала как на сцене Королевской академии музыки, так и при дворе Людовика XIV, она исполняла дивертисменты в операх и операх-балетах композиторов Ж.-Б.Люлли, А.Кампра, А. К. Детуша, Ж.-Ф.Ребеля, которые неизменно ставил для неё хореограф Луи Пекур. Позже многие из этих танцев были записаны Раулем-Оже Фёйе в его книге «Хореография, или Искусство записи танца» (Париж, 1700).

## Память
Портрет Сублиньи с обозначением года её дебюта (1690, в действительности дебютировала в 1688-м), написанный Гюставом Буланже по гравюре Боннара, располагается на фризе Танцевального фойе Гранд-Опера среди других двадцати портретов выдающихся танцовщиц Оперы конца XVII — середины XIX веков.